# Associazione Calcio Pavia 2013-2014
Questa voce raccoglie le informazioni riguardanti l'Associazione Calcio Pavia nelle competizioni ufficiali della stagione 2013-2014.

## Stagione
Nella stagione 2013-2014 il Pavia disputa il quarto campionato consecutivo in Lega Pro Prima Divisione, il tredicesimo disputato dal club in Serie C1/Lega Pro Prima Divisione e il trentaseiesimo nel terzo livello del calcio italiano. La squadra pavese, in questa stagione allenata da Alessio Pala, viene eliminata alla fase eliminatoria a gironi, nel girone C della Coppa Italia di Lega Pro, vinto dal Mantova. In campionato il Pavia si classifica al sedicesimo posto del girone A con solo 23 punti, e viene ammesso alla nuova terza serie. L'ultimo posto della classifica conseguito senza patemi, senza le pressioni che la lotta per salvarsi impongono, perché in questa stagione non sono previste retrocessioni in Prima Divisione, per la ristrutturazione della Lega Pro, con tre gironi da 20 squadre ciascuno, togliendo la Seconda Divisione.

## Divise e sponsor
Lo sponsor tecnico per la stagione 2013-2014 è Garman.
| Casa | Trasferta | Terza divisa |

## Organigramma societario
Area direttiva
- Presidente: Pierlorenzo Zanchi
- Amministratore delegato: Alessandro Zanchi

Area organizzativa
- Segretario generale: Emiliano Vaccari
- Team manager: Marco Marchetti

Area comunicazione
- Responsabile: Domenico Buscone
- Ufficio stampa: Cesare Degiorgi

Area tecnica
- Allenatore: Alessio Pala, da Dicembre Marco Veronese, da Gennaio Patrizio Bensi
- Allenatore in seconda: Francesco Nicoli
- Responsabile: Aldo Preite
- Preparatori atletici: Luca Corbellini, Simone Diamantini
- Preparatore dei portieri: Alessandro Bianchessi

Area sanitaria
- Responsabile: Dario Setti
- Medico sociale: Fabrizio Roberto

## Rosa
| N. |                   | Ruolo | Calciatore          |
| -- | ----------------- | ----- | ------------------- |
|    | Italia (bandiera) | P     | Davide Facchin      |
|    | Egitto (bandiera) | P     | Ahmed Ghazi         |
|    | Italia (bandiera) | P     | Paolo Guerci        |
|    | Italia (bandiera) | P     | Francesco Rossi     |
|    | Italia (bandiera) | D     | Emanuele Allegra    |
|    | Italia (bandiera) | D     | André Bassi Borzani |
|    | Italia (bandiera) | D     | Raffaele D'Orsi     |
|    | Italia (bandiera) | D     | Valerio Pirovano    |
|    | Italia (bandiera) | D     | Fabio Reato         |
|    | Italia (bandiera) | D     | Michele Rinaldi     |
|    | Italia (bandiera) | D     | Federico Sorbo      |
|    | Italia (bandiera) | D     | Giovanni Tomi       |
|    | Italia (bandiera) | D     | Marco Vernocchi     |
|    | Italia (bandiera) | D     | Matteo Zanini       |
|    | Italia (bandiera) | C     | Andrea Arrigoni     |

| N. |                      | Ruolo | Calciatore         |
| -- | -------------------- | ----- | ------------------ |
|    | Italia (bandiera)    | C     | Paolo Bracchi      |
|    | Italia (bandiera)    | C     | Gianluca Cafferata |
|    | Italia (bandiera)    | C     | Lorenzo Carotti    |
|    | Italia (bandiera)    | C     | Federico Carraro   |
|    | Italia (bandiera)    | C     | Lorenzo Degeri     |
|    | Argentina (bandiera) | C     | Fernando Spinelli  |
|    | Italia (bandiera)    | C     | Alessio Manzoni    |
|    | Brasile (bandiera)   | A     | Caio De Cenco      |
|    | Italia (bandiera)    | A     | Pasquale De Vita   |
|    | Senegal (bandiera)   | A     | Pape Ndiaga Dia    |
|    | Italia (bandiera)    | A     | Daniele Ferri      |
|    | Italia (bandiera)    | A     | Marcello Mancosu   |
|    | Italia (bandiera)    | A     | Paolo Procida      |
|    | Italia (bandiera)    | A     | Niccolò Romero     |
|    | Italia (bandiera)    | A     | David Speziale     |

## Risultati

### Campionato

#### Girone di andata
| Arbitro: | Rapuano (Rimini) |

|                       |           |            |
| Tulli 33’ Cinelli 50’ | Marcatori | 25’ Degeri |

| Arbitro: | Sacchi (Macerata) |

|                                 |           |             |
| Carraro 22’ (rig.) De Cenco 90’ | Marcatori | 21’ Gentile |

| Arbitro: | Casaluci (Lecce) |

|                                                  |           |  |
| Campo 30’ S. Iacoponi 45+1’ Kiem 51’ Corazza 69’ | Marcatori |  |

| Arbitro: | Rasia (Bassano del Grappa) |

|  |           |              |
|  | Marcatori | 90+2’ Guarco |

| Arbitro: | Piscopo (Imperia) |

|  |           |         |
|  | Marcatori | 5’ Cori |

| Carrara 13 ottobre 2013 6ª giornata | Carrarese         | 0 – 0 | Pavia | Stadio dei Marmi\| Arbitro: \| Bellotti (Verona) \| |
| Arbitro:                            | Bellotti (Verona) |       |       |                                                     |

| Arbitro: | Capilungo (Lecce) |

|              |           |                    |
| De Cenco 47’ | Marcatori | 35’ (rig.) Pinardi |

| Arbitro: | Formato (Benevento) |

|                              |           |             |
| D. Rosso 19’ Tomi 36’ (aut.) | Marcatori | 30’ Bracchi |

| Arbitro: | Di Martino (Teramo) |

|                        |           |                                    |
| Sorbo 12’ De Cenco 23’ | Marcatori | 59’ Tarlato 82’ (rig.) Torregrossa |

| Arbitro: | Balice (Termoli) |

|               |           |  |
| E. Marchi 32’ | Marcatori |  |

| Arbitro: | Caso (Verona) |

|              |           |                  |
| De Cenco 77’ | Marcatori | 78’ A. Brighenti |

| Arbitro: | Candeo (Este) |

|            |           |  |
| Valoti 90’ | Marcatori |  |

| Arbitro: | Ripa (Nocera Inferiore) |

|  |           |          |
|  | Marcatori | 9’ Rampi |

| Arbitro: | Proietti (Terni) |

|                            |           |                                       |
| Polverini 32’ Giannone 51’ | Marcatori | 77’ Checchi 84’ Bracchi 90+3’ Manzoni |

| Arbitro: | Pezzuto (Lecce) |

|            |           |              |
| Romero 20’ | Marcatori | 85’ Gallegos |

#### Girone di ritorno
| Arbitro: | Morreale (Roma) |

|  |           |              |
|  | Marcatori | 67’ G. Tulli |

| Arbitro: | Boggi (Salerno) |

|                 |           |  |
| Iv. Marconi 81’ | Marcatori |  |

| Pavia 19 gennaio 2014 18ª giornata | Pavia            | 0 – 0 | Südtirol | Stadio Pietro Fortunati\| Arbitro: \| Fiore (Barletta) \| |
| Arbitro:                           | Fiore (Barletta) |       |          |                                                           |

| Serravalle 26 gennaio 2014, ore 14:30 CEST 19ª giornata | San Marino              | 0 – 0 referto | Pavia | Stadio Olimpico di Serravalle (400 spett.)\| Arbitro: \| Guarino (Caltanissetta) \| |
| Arbitro:                                                | Guarino (Caltanissetta) |               |       |                                                                                     |

| Arbitro: | Colarossi (Roma) |

|                             |           |                       |
| Margiotta 16’ Bocalon 45+2’ | Marcatori | 53’ Ferri 90’ De Vita |

| Arbitro: | Perotti (Legnano) |

|           |           |                      |
| Ferri 57’ | Marcatori | 90+4’ (rig.) Cellini |

| Arbitro: | Guccini (Albano Laziale) |

|                                                           |           |                      |
| Magli 12’ Pinardi 20’ (rig.) Bracaletti 35’ Dell'Orco 90’ | Marcatori | 8’ Carraro 72’ Ferri |

| Arbitro: | Martinelli (Roma) |

|  |           |                          |
|  | Marcatori | 39’ M. Marchi 58’ Guazzo |

| Arbitro: | Mancini (Fermo) |

|  |           |                         |
|  | Marcatori | 56’ Carraro 81’ De Vita |

| Pavia 16 marzo 2014 25ª giornata | Pavia         | 0 – 0 referto | Pro Vercelli | Stadio Pietro Fortunati\| Arbitro: \| Marini (Roma) \| |
| Arbitro:                         | Marini (Roma) |               |              |                                                        |

| Arbitro: | Colarossi (Roma) |

|                 |           |  |
| F. Giorgi 90+2’ | Marcatori |  |

| Arbitro: | Rasia (Bassano del Grappa) |

|  |           |                                    |
|  | Marcatori | 65’ Valoti 83’ Corradi 90’ Calvano |

| Arbitro: | Casaluci (Lecce) |

|                                |           |                          |
| Alessi 10’ (rig.) Anastasi 58’ | Marcatori | 20’ Speziale 69’ Carraro |

| Arbitro: | Luciano (Lamezia Terme) |

|                |           |                               |
| M. Mancosu 45’ | Marcatori | 9’, 73’ Siega 70’ Gabbianelli |

| Arbitro: | Zanonato (Vicenza) |

|  |           |             |
|  | Marcatori | 73’ Manzoni |

### Coppa Italia di Lega Pro

#### Girone C
| Arbitro: | Gentile (Lodi) |

|  |           |                |
|  | Marcatori | 89’ Dav. Rossi |

| Arbitro: | Fanton (Lodi) |

|                |           |  |
| N. Zanetti 53’ | Marcatori |  |